# Обърн (Калифорния)
О̀бърн (на английски: Auburn) е град и окръжен център на окръг Плейсър в щата Калифорния, САЩ. Обърн е с население от 12 462 жители (2000) и обща площ от 19,20 км² (7,40 мили²). Историята на Обърн е тясно свързана с Калифорнийската златна треска.

## Личности
- Кларк Аштън Смит, поет и писател живял в града
- Стейси Драгила, олимпийска шампионка по овчарски скок родена в Обърн